# Résolution 208 du Conseil de sécurité des Nations unies
Membres permanents
- Chine (Taïwan)
- États-Unis
- France
- Royaume-Uni
- URSS

Membres non permanents
- Bolivie
- Côte d'Ivoire
- Jordanie
- Malaisie
- Pays-Bas
- Uruguay

Résolution no 207 Résolution no 209
La Résolution 208  est une résolution du Conseil de sécurité des Nations unies adoptée le 10 août 1965, dans sa 1236e séance, après avoir noté avec regret le décès du juge Abdel Hamid Badawi, un juge à la Cour internationale de justice, le Conseil a décidé que l'élection pour pourvoir le poste vacant aura lieu lors de la vingtième session de l'Assemblée générale.

## Vote
La résolution a été approuvée sans vote.

## Texte
- Résolution 208 Sur fr.wikisource.org
- Résolution 208 Sur en.wikisource.org